# Frankengletscher
Der Frankengletscher ist ein Gletscher in den Anare Mountains des ostantarktischen Viktorialands. Er liegt unmittelbar nordöstlich des Peterson Bluff und mündet in den Ebbe-Gletscher.
Wissenschaftler der deutschen Expedition GANOVEX I (1979–1980) benannten ihn. Namensgeberin ist die Region Franken im Bundesland Bayern.